# Rozmarýnka
Rozmarýnka (op. 30) je lidová zpěvohra o čtyřech dějstvích české skladatelky Slávy (Miroslavy) Vorlové z let 1952–1953. Její libreto na námět povídky Muzikantská Liduška básníka Vítězslava Hálka z roku 1861 napsal básník V. H. Roklan (vlastním jménem Karel Vladimír Hloch). Premiéru této zpěvohry uvedlo 16. ledna 1955 Městské oblastní divadlo na Kladně.

## Vznik, charakteristika a historie
Skladatelka Sláva Vorlová přišla v mládí hudebním vzděláním, kompozicí se však začala hlouběji zabývat až ve zralém věku a po konci druhé světové války studovala na Pražské konzervatoři, kde jako první žena úspěšně absolvovala studium kompozice, a to v roce 1948 jako čtyřiapadesátiletá. Její čtyři dokončená hudebně-dramatická díla, všechna na libreta jejího životního partnera a následně druhého manžela Vladimíra Hlocha, vznikla v následujícím desetiletí. Jevištního provedení se však dočkalo jen jedno z nich, lidová zpěvohra Rozmarýnka.
Vznik lidové zpěvohry Rozmarýnka spadá do první poloviny 50. let 20. století, kdy v Československu probíhala odborná i ideologická diskuse o žánru operety. Ta byla v meziválečném období a za druhé světové války nepopulárnějším a ekonomicky nejvýznamnějším divadelním žánrem, z hlediska komunistické kulturní politiky však byla považována za upadlou buržoazní zábavu. Jedním z navrhovaných řešení bylo nahradit ji textově i hudebně hodnotnější „lidovou zpěvohrou“, pro niž byly látky hledány v adaptacích děl českých klasiků 19. století – Tyla, Klicpery, Šamberka, Nerudy, Jiráska, Němcové a také Vítězslava Háleka. K žánru lidové zpěvohry přispěli mimo jiné Rudolf Kubín, Miloš Machek, Jan Zdeněk Bartoš, Václav Trojan, Jaroslav Křička, Jiří Julius Fiala, Jan Frank Fischer nebo právě Sláva Vorlová.
Hálkova povídka Muzikantská Liduška – jejíž popularitu zvýšil a upevnil stejnojmenný film z roku 1940 – byla vhodným námětem k hudebnímu zpracování zejména díky tomu, že hudba už v textu hraje významnou roli a že většina děje se soustředí na námluvy a svatbu na vesnici, což dává příležitost pro zapojení lidového tance a zpěvu a foklórních obřadů. Sláva Vorlová se přitom i v jiné své tvorbě 50. let věnovala právě folklórním tématům (její první pohádková zpěvohra Zlaté ptáče z let 1949–1950 byla na téma chodské pohádky Vo ptáku chčestí). Libretista Hálkovu krátkou a dějově chudou povídku rozepsal do čtyř dějství a zalidnil řadou vedlejších postav, přičemž změnil závěr vyznívající u Hálka do ztracena – nevnutil jí šťastný konec jako Fričovo filmové zpracování, ale doplnil návrat Liduščina milého, v povídce jen hypoteticky nadhozený. Název Rozmarýnka odkazuje na snítku rozmarýnu nošenou svatebčany.
Rozmarýnka ostatně nebyla prvním hudebně-divadelním zpracováním Hálkovy povídky; již roku 1948 měla premiéru opereta Muzikantská Liduška skladatele Jiřího Julia Fialy, která měla poměrný úspěch a hrála se v řadě českých divadel. I proto měla Rozmarýnka Vorlové obtížnější cestu na jeviště. Nakonec ji uvedla spíše vedlejší scéna, totiž Městské oblastní divadlo na Kladně, které mělo od roku 1915 až do divadelní reorganizace roku 1963 zpěvoherní soubor. Dirigoval přitom Josef Vincourek, režii obstaral Pavel F. Mrázek, výpravu Zdeněk Jaromír Vyskočil a choreografii Nina Rychtaříková.
Přestože se Rozmarýnce dostalo velmi příznivého přijetí u hudební kritiky a rovněž divácký ohlas byl značný – zpěvohra dosáhla 32 repríz, což byl na inscenaci oblastního divadla poměrně velký počet – žádné jiné divadlo ji již profesionálně nenastudovalo. V roce 1959 však alespoň Československý rozhlas pořídil její zkrácený záznam se Stanislavou Součkovou v roli Lidušky.
Sláva Vorlová se po úspěchu Rozmarýnky ihned pustila do rozsáhlejšího díla podobného ražení, historické zpěvohry Náchodská kasace na námět románu Aloise Jiráska Na dvoře vévodském (op. 37). Ta však již uvedena nebyla.
Rozmarýnka Vorlové je vůbec prvním českým hudebně-dramatickým dílem provedeným profesionálním divadlem, jehož skladatelkou byla žena.

## Postavy
- Staněk, bohatý sedlák
- Staňková, jeho žena
- Liduška, jejich dcera
- Krejza, rychtář
- Krejzová, jeho žena
- Lojza, jejich syn
- Toník Jarošů, muzikant
- Souček, obecní cestář
- Zlatý ženich
- Jeník Vovorka, Toníkův přítel
- Kostelník; družba; čtyři báby; Behoun; „Noc a den“, hadrník; čtyři Turci; policajt; Strakapoun; medvědář; mouřenín; žid s rancem; Vincek, druhý mládenec; družička s rozmarýnou
- Vesničané, muzikanti, svatebčané, chasa, družičky, lid[13]

## Děj zpěvohry
Liduška, dcera bohatého sedláka Staňka, chodí ráda k muzikám a zamilovala se do chudého muzikanta Toníka Jarošů. Její rodiče však o Toníkovi nechtějí slyšet. O Lidušku se uchází Lojza, syn pyšného, avšak zadluženého rychtáře Krejzy. I Lojza je nadutý, navíc hrubec a opilec, Liduščini rodiče toho však nedbají a svatbu přes dívčino odmítání dávají vystrojit. Liduška se naoko podvolí, před oltářem však Lojzu překvapivě, ale jednoznačně odmítne a se svatby tak sejde. Liduška volá jako svého nastávajícího Toníka, ale ten se neodváží vznést svůj nárok, uteče ve vsi a dá se naverbovat k vojsku.
Liduška se z toho pomate na rozumu. Všude hledá svého muzikanta, a kdekoli hraje muzika, tam se běží po něm podívat. Lidé z vesnice se jí posmívají; jen „Zlatý ženich“, sám považovaný za obecního blázna, s ní má soucit. Po letech se Toník vrací, aby napravil svou mladickou chybu a zbabělost. Jeho návrat Lidušku nevyléčí, ale Toník si ji i tak odvádí, aby se o ni postaral a odčinil svou vinu.

## Nahrávka
- Nahrávka Československého rozhlasu Praha z roku 1959, dosud nevydaná. Hrají a zpívají: (Staněk) Jaroslav Mikulín, (Staňková) Lída Slaná, (Liduška) Stanislava Součková, (Krejza) Karel Třebický, (Krejzová) Gabriela Třešňáková, (Lojza) Milan Karpíšek, (Toník) Zdeněk Švehla, (Souček) František Voborský, (Zlatý ženich) Rudolf Pellar, (Jeník) Josef Janoušek, (kostelník) Jindřich Janda, (Vincek) Milota Holcman, (družička) Vlasta Mlejnková, (policajt) Bedřich Ulrych. Pražský rozhlasový orchestr řídí Vlastislav Antonín Vipler, Pěvecký sbor a dětský pěvecký sbor Československého rozhlasu v Praze řídí Miroslav Matějo. Stopáž 78:18.[12]